# Хайдарабад (футбольный клуб)
«Хайдарабад» (англ. Hyderabad Football Club; малаял. ഹൈദരാബാദ് എഫ്‌സി) — индийский футбольный клуб из города Хайдарабад, штат Телингана. Выступает в Индийской суперлиге. Клуб основан в 27 августа 2019 года.

## История
«Хайдарабад» заменил «Пуна Сити» в 2019 году. «Пуна Сити» был распущен после сезона 2018/2019 из-за продолжительных финансовых и технических проблем. Франшизу приобрели Вижай Маддури, предприниматель из Хайдарабада, и Варун Трипуранени, бывший генеральный директор «Керала Бластерс». Владельцы решили перевезти франшизу в свой родной город Хайдарабад. Образование нового клуба было объявлено 27 августа 2019 года. «Хайдарабад» — первый клуб из Хайдарабада в Индийской суперлиге, в которой дебютировал в сезоне 2019/2020.

### Сезон 2019/2020
Дебютным матчем клуба в Индийской суперлиге стала игра против АТК 25 октября 2019 года, в котором они потерпели разгромное поражение 0:5. Первую победу «Хайдарабад» одержал 2 ноября 2019 года со счётом 2:1 над «Керала Бластерс». По итогам регулярного сезона клуб занял последнее 10-е место с 2 победами, 4 ничьими и 12 поражениями.

## Герб и цвета
21 сентября 2019 года клуб обнародовал свой официальный герб. Герб отражает богатую историю и наследие города. В верхней части герба изображены минареты Чарминар, культового памятника Хайдарабада. Нижняя половина представляет собой текстуру алмаза кохинур, который, как считается, добывается на руднике Коллур в Голконде в окрестностях Хайдарабада и является одним из крупнейших огранённых алмазов в мире.

## Достижения
- Индийская суперлига

1-е место — 2021-22

## Основной состав
| №  |                | Поз. | Имя              | Год рождения |
| -- | -------------- | ---- | ---------------- | ------------ |
| 1  | Флаг Индии     | Вр   | Субрата Пал      | 1986         |
| 3  | Флаг Индии     | Защ  | Сахил Панвар     | 1999         |
| 4  | Флаг Испании   | Защ  | Рафа             | 1985         |
| 5  | Флаг Индии     | Защ  | Адил Хан         | 1988         |
| 6  | Флаг Англии    | Защ  | Мэттью Килгаллон | 1984         |
| 7  | Флаг Австралии | Нап  | Джоэл Кьянезе    | 1990         |
| 8  | Флаг Индии     | ПЗ   | Сахил Тавора     | 1995         |
| 9  | Флаг Бразилии  | Нап  | Бобо             | 1985         |
| 10 | Флаг Бразилии  | Нап  | Марселиньо       | 1987         |
| 11 | Флаг Индии     | ПЗ   | Абишек Халдер    | 1999         |
| 12 | Флаг Индии     | ПЗ   | Дипендра Неги    | 1998         |
| 14 | Флаг Испании   | ПЗ   | Нестор Гордильо  | 1989         |
| 15 | Флаг Австрии   | ПЗ   | Марко Станкович  | 1986         |

| №  |            | Поз. | Имя                  | Год рождения |
| -- | ---------- | ---- | -------------------- | ------------ |
| 17 | Флаг Индии | ПЗ   | Лалданмавия Ралте    | 1992         |
| 19 | Флаг Индии | ПЗ   | Халичаран Нарзари    | 1994         |
| 22 | Флаг Индии | Нап  | Гани Нигам           | 1998         |
| 23 | Флаг Индии | ПЗ   | Сувик Чакрабарти     | 1991         |
| 25 | Флаг Индии | Защ  | Димпле Багат         | 1998         |
| 26 | Флаг Индии | ПЗ   | Хитеш Шарма          | 1997         |
| 27 | Флаг Индии | Нап  | Никиль Пуджари       | 1995         |
| 28 | Флаг Индии | Нап  | Листон Колако        | 1998         |
| 32 | Флаг Индии | Нап  | Мохаммад Ясир        | 1998         |
| 31 | Флаг Индии | Вр   | Лаксмикант Каттимани | 1989         |
| 44 | Флаг Индии | Защ  | Асиш Рай             | 1999         |
|    | Флаг Индии | Защ  | Кинсайланг Хонгсит   | 2000         |

Источник: Indiansuperleague.com. Последнее обновление 9 октября 2019 года.

## Тренерский состав
| Role                       | Name               |
| -------------------------- | ------------------ |
| Главный тренер             | Альберт Рока       |
| Ассистент главного тренера | Хавьер Гурри-Лопес |
| Ассистент главного тренера | Мехрауддин Ваду    |
| Тренер вратарей            |                    |
| Главный аналитик           | Джой Габриэль      |